# William Justin Kroll
William Justin Kroll (născut Guillaume Justin Kroll; 24 noiembrie 1889 - 30 martie 1973) a fost un metalurgist din Luxemburg. Este cel mai bine cunoscut pentru inventarea procesului Kroll, care este folosit comercial pentru extragerea titaniului metalic din minereuri.
1. 1 2  William Justin Kroll, SNAC, accesat în 9 octombrie 2017
2. ↑   https://fi.edu/en/awards/laureates/william-justin-kroll Lipsește sau este vid: |title= (ajutor)
3. ↑   https://archive.org/details/sim_journal-officiel-de-la-republique-francaise_1955-05-13_114/page/4770/mode/2up Lipsește sau este vid: |title= (ajutor)
4. ↑   https://www.electrochem.org/acheson-award Lipsește sau este vid: |title= (ajutor)
5. ↑   https://sci-america.org/awards/ Lipsește sau este vid: |title= (ajutor)
6. ↑   https://www.invent.org/inductees/william-j-kroll Lipsește sau este vid: |title= (ajutor)